# 歌う夢のデイト
『歌う夢のデイト』（うたうゆめのデイト）は、1972年10月1日から同年12月24日までフジテレビ系列局で放送されていたフジテレビ製作の音楽バラエティ番組である。その後も1973年1月7日から同年3月25日まで『二人のジョッキー』（ふたりのジョッキー）と題して放送されていた。いずれも小杉産業（現・コスギ）の一社提供。全24回（12回＋12回）。放送時間は毎週日曜 22:30 - 23:00 （日本標準時）。

## 概要
毎回2人のゲストを招き、彼らのヒット曲を織り交ぜながら本人たちの素顔を紹介していた。毎回のゲストには、ライバル同士だったり同郷の者同士だったりと何らかの共通点がある人物を招いていた。

## 司会
いずれも『夜のグランドショー』からの継続出演者。
- 布施明
- 植木等
- 岸部シロー（後の岸部四郎）